# Grymeus barbatus
Espèce
Grymeus barbatus est une espèce d'araignées aranéomorphes de la famille des Oonopidae.

## Distribution
Cette espèce est endémique d'Australie-Méridionale. Elle se rencontre vers Mabel Creek Homestead.

## Description
Le mâle holotype mesure 2,70 mm.

## Publication originale
- Harvey, 1987 : Grymeus, a new genus of pouched oonopid spider from Australia (Chelicerata: Araneae). Memoirs of the Museum of Victoria, vol. 48, no 2, p. 123-130 (texte intégral).